# Bettina Martin

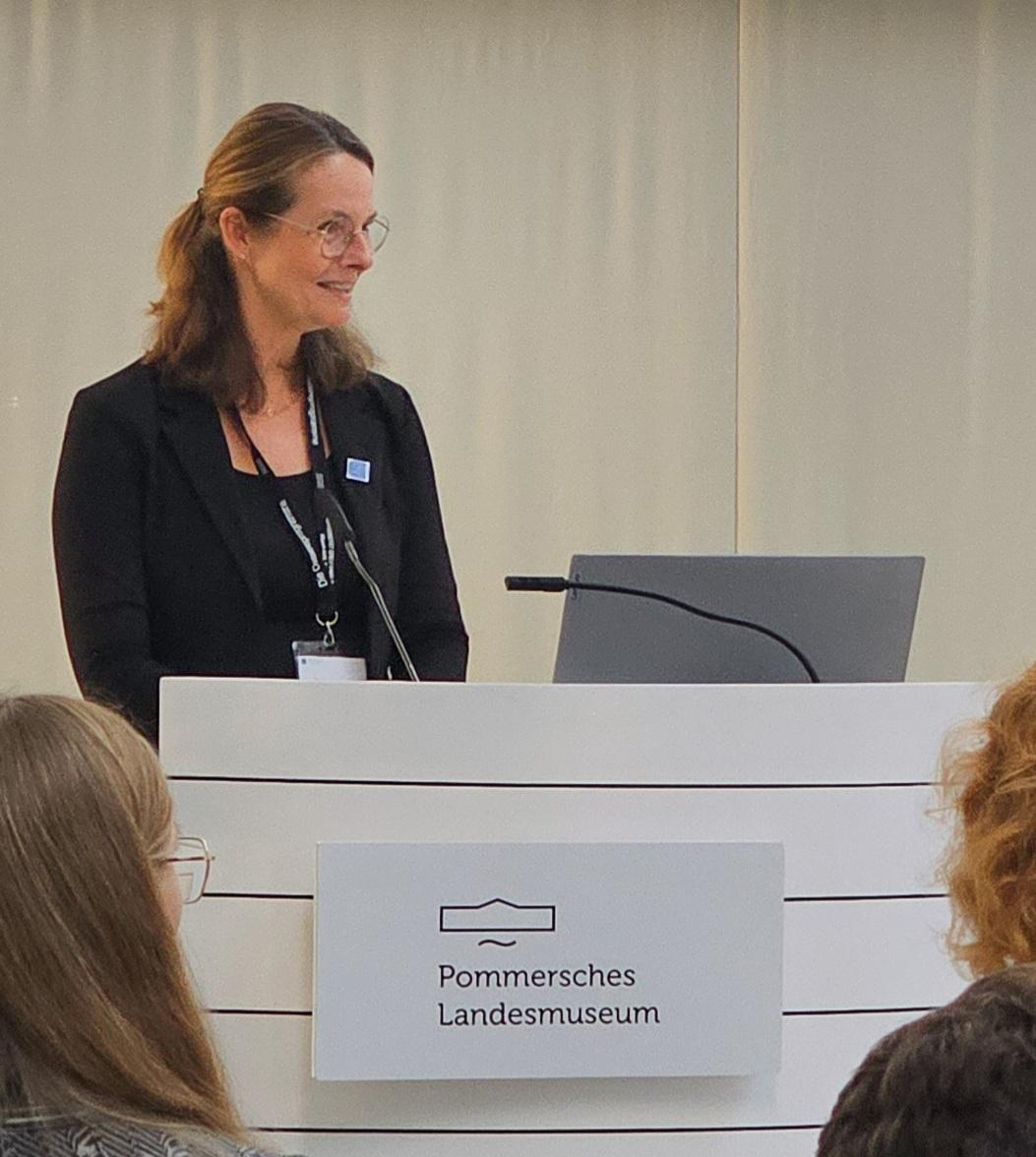
Bettina Martin im Pommerschen Landesmuseum (2024)

Bettina Martin, geb. Girrbach (* 19. März 1966 in West-Berlin) ist eine deutsche Politikerin (SPD). Seit dem 15. November 2021 ist sie Ministerin für Wissenschaft, Kultur, Bundes- und Europaangelegenheiten des Landes Mecklenburg-Vorpommern. Zuvor war sie von 2019 bis 2021 Ministerin für Bildung, Wissenschaft und Kultur. Seit 2021 ist sie zudem Abgeordnete des Landtags von Mecklenburg-Vorpommern.

## Leben
Martin absolvierte im Jahr 1984 ihr Abitur am Walther-Rathenau-Gymnasium Berlin. Anschließend studierte sie zwischen 1985 und 1992 Nordamerikanistik, Politische Wissenschaft und Volkswirtschaftslehre an der FU Berlin. 1987/88 war sie Fulbright-Stipendiatin an der Wake Forest University in den Vereinigten Staaten. Von 1992 bis 1999 war sie Pressesprecherin in der Berliner Landesverwaltung und wurde 1993 Mitglied der Sozialdemokratischen Partei Deutschlands. Von 1999 und 2000 leitete Martin die Presse- und Öffentlichkeitsarbeit bei der Tangens GmbH und übte darauf in den Jahren 2000 bis 2013 verschiedene Tätigkeiten beim SPD-Parteivorstand aus. Von 2013 bis August 2017 war Martin Leiterin des Leitungsstabs und des Büros der Bundesministerin für Familie, Senioren, Frauen und Jugend (zunächst unter Bundesministerin Manuela Schwesig, später unter Katarina Barley).
Martin ist verheiratet mit Terry Martin und Mutter zweier Söhne.

### Politik
Am 22. August 2017 wurde Martin von Mecklenburg-Vorpommerns Ministerpräsidentin Manuela Schwesig zur Staatssekretärin für Bundesangelegenheiten und Bevollmächtigte des Landes Mecklenburg-Vorpommern beim Bund im Kabinett Schwesig I ernannt. Damit wurde sie Nachfolgerin von Pirko Kristin Zinnow. Ab dem 22. Mai 2019 war Martin Nachfolgerin von Birgit Hesse als Ministerin für Bildung, Wissenschaft und Kultur in Mecklenburg-Vorpommern. Ihre Nachfolgerin als Bevollmächtigte des Landes beim Bund wurde Antje Draheim.
Bei der Landtagswahl 2021 trat sie im Landtagswahlkreis Vorpommern-Greifswald V als Direktkandidatin an, gewann dort für die SPD mit 30,6 Prozent der Erststimmen und vertritt somit den Wahlkreis im Landtag Mecklenburg-Vorpommern. Vor der Kabinettsbildung urteilte der NDR, Martin könne im bisherigen Ressort keine großen Erfolge vorbringen, und mutmaßte, sie könnte ins Sozialressort wechseln. Am 15. November 2021 wurde Martin im Kabinett Schwesig II zur Ministerin des neugeschaffenen Ministeriums für Wissenschaft, Kultur, Bund und Europa ernannt. Sie selbst sah in dieser Ressortaufteilung eine programmatische Chance, bisher eher Hintangestelltes besser zu fördern. In dem jährlich erscheinenden Ranking der Wissenschaftsminister durch den Deutschen Hochschulverband erreichte sie 2022 den vorletzten Platz der Landesminister und eine Schulnote von 3,81.
Im Dezember 2023 wurde sie in den SPD-Bundesvorstand gewählt.